# TBS 수요일 밤 10시 드라마
TBS 수요일 밤 10시 드라마(일본어: TBS水曜10時枠の連続ドラマ)는 TBS 텔레비전 계열에서 매주 수요일의 드라마이다.

## 작품 목록

### 1974 ~ 1984년
- 《화려한 광야》
- 《청동 꽃잎》
- 《방랑 가족》
- 《금지 된 미덕》
- 《청춘의 문》
- 《사랑과 증오의 잔치》
- 《천북원야》
- 《분수령》
- 《청춘의 문》2
- 《행복의 단장》
- 《바람을 본 여자》
- 《불모지대》
- 《여행은 사랑?》
- 《미망인》
- 《안녕 오류씨》
- 《미세스와 나와 세뇨르와!~꿈 비행~→봄의 방문자 미세스와 나와 세뇨르와!》
- 《결혼하고 싶은 여자》
- 《소문의 숙녀》
- 《일본 악처에 건배!》
- 《가을인데 장밋빛》
- 《결혼하고 싶은 여자》 2
- 《컴백 걸》
- 《인정 종이 풍선》
- 《유리의 지혜의》
- 《남자와 여자 사이에는》
- 《처음 뵙겠습니다·재혼》
- 《조금 소문의 여자들》
- 《남자는 매우》
- 《마쓰모토 세이초 드라마 스페셜 야광의 계단》
- 《시리즈 수요일의 여자》
- 《위장 결혼》
- 《붉은 발판》
- 《한여름의 복수》
- 《현 그치지 않고》
- 《살아가는 나》
- 《주말 만의 연인》
- 《부드러운 투어들》

### 2001 ~ 2004년
- 《며느리는 미쓰보시.》
- 《마리아》
- 《한도쿠!!!》
- 《프리티 걸》
- 《퍼스트 러브》
- 《마이 리틀 쉐프》
- 《양파파》
- 《형사☆이치로》
- 《너는 펫》
- 《한여름의 아빠에게》
- 《연애 편지~우리가 사랑한 남자~》
- 《그것은 갑자기 폭풍처럼...》